# (17600) Dobřichovice
(17600) Dobřichovice, désignation internationale (17600) Dobrichovice, est un astéroïde de la ceinture principale.

## Description
(17600) Dobrichovice est un astéroïde de la ceinture principale. Il fut découvert le 18 septembre 1995 à l'Observatoire d'Ondřejov par Lenka Šarounová. Il présente une orbite caractérisée par un demi-grand axe de 3,00 UA, une excentricité de 0,09 et une inclinaison de 10,1° par rapport à l'écliptique.

## Compléments